# Vladimír Třebín
P. Vladimír Třebín (20. července 1923, Slavonski Brod – 12. srpna 1994, Olešnice) byl český římskokatolický kněz a agent Státní bezpečnosti s krycím jménem Suchý., který působil mj. v římské koleji Nepomucenum, a to v letech 1956–1960. Jeho tamní mise ovšem nebyla příliš úspěšná – kvůli opakovaným disciplinárním přestupkům byl z koleje vyloučen a StB ho nakonec musela stáhnout zpět do Československa. Jeho význam spočívá hlavně v tom, že s sebou na Západ přivedl Karla Skalického.
„Navzdory Třebínovu skandálnímu chování i neochotě církevních míst se tajným službám nakonec podařilo dosáhnout svého: Třebína vysvětil na Slovensku během vánočních svátků roku 1962 dvaasedmdesátiletý, tehdy už „hluboce senilní“, rožňavský biskup Róbert Pobožný.“ (Blažek, s. 34)
V roce 1963 byl ustanoven administrátorem farnosti Těmice na Pelhřimovsku, kde však působil pouze rok, později působil např. v Benešově nad Černou (1. 8. 1968 – 30. 4. 1973) na Českokrumlovsku a poté (13. 5. 1973 – 1980?) v asi 18 km vzdálené Olešnici na Českobudějovicku. V letech 1980–1981 byl vězněn. Po návratu z vězení žil na faře v Olešnici jako soukromá osoba bez možnosti veřejného působení. Až v roce 1984 se mohl do duchovní správy vrátit. Zůstal v olešnické farnosti, kde pak prožil zbytek života. Zemřel v srpnu roku 1994. To, že byl spolupracovníkem StB, vyšlo najevo až v roce 2002, a tato informace byla zanesena také do farní kroniky.